# Kitami
Kitami (japanska: 北見市 ?, Kitami-shi) är en stad i Hokkaidō prefektur i Japan. Staden fick stadsrättigheter 1942.